# Ofir Pines-Paz
Ofir Pines-Paz (hebr. אופיר פינס – פז, ur. 11 lipca 1961 w Riszon le-Cijjon) – izraelski polityk, członek Knesetu z listy Partii Pracy, minister spraw wewnętrznych w rządzie Ariela Szarona oraz minister nauki, kultury i sportu w rządzie Ehuda Olmerta (do listopada 2006).

## Życie prywatne
Ukończył stosunki międzynarodowe na Uniwersytecie Hebrajskim w Jerozolimie oraz politykę publiczną na Uniwersytecie Telawiwskim. Służbę wojskową w Siłach Obronnych Izraela odbył w latach 1979-1982. Należy do synagogi konserwatywnej. Jest żonaty i ma dwójkę dzieci.

## Kariera polityczna
Pines-Paz zasiada w Knesecie od 1996 roku. Był sekretarzem generalnym Partii Pracy (2001–2003), później prezesem zarządu ds. resocjalizacji więźniów. Zajmował także stanowisko zastępcy dyrektora generalnego w departamencie imigracji i absorpcji w Agencji Żydowskiej. Jako minister spraw wewnętrznych w rządzie Szarona nakłaniał osadników żydowskich do uznania planu  dotyczącego likwidacji osiedli w Strefie Gazy. W marcu 2005 odbył spotkanie z Nasserem Yousefem w celu przedyskutowania kwestii zamieszkiwania palestyńsko-żydowskich par małżeńskich w Izraelu.
Po wyborach z 28 marca 2006 roku został ministrem kultury i sportu w koalicyjnym rządzie Ehuda Olmerta. Zrezygnował z tego stanowiska po wejściu do gabinetu prawicowego ugrupowania Jisra’el Betenu Awigdora Liebermana.